# Callidactylus asper
Callidactylus asper är en kräftdjursart som beskrevs av William Stimpson 1871. Callidactylus asper ingår i släktet Callidactylus och familjen Leucosiidae. Inga underarter finns listade i Catalogue of Life.